# نيفورتيموكس
نيفورتيموكس، هو دواء يستخدم لعلاج داء شاغاس وداء المثقبيات الأفريقي. بالنسبة لداء النوم، يستخدم هذا العلاج مع إفلورنيثاين. | أما لداء شاغاس، يعتبر خياراً ثانياً لبنزنيدازول. يعطى عن طريق الفم.
تتضمّن الآثار الجانبية الشائعة آلام في البطن، والصداع، والغثيان، وفقدان الوزن. ثمة مخاوف من الدراسات الحيوانية التي قد تزيد من خطر الإصابة بالسرطان، لكن هذه المخاوف لم تتّضح في التجارب البشرية. لا ينصح بتعاطي نيفورتيموكس أثناء الحمل أو في حالات أمراض الكلى المتقدمة أو أمراض الكبد. وهو أحد أنواع النتروفوران.
بدأ استعمال نيفورتيموكس طبياً عام 1965. وهو مدرج في قائمة الأدوية الأساسية النموذجية لمنظمة الصحة العالمية، التي تتضمن أكثر الأدوية فعالية وأماناً المتطلّبة في نظام رعاية صحية. وهو غير متوفر تجارياً في كندا أو الولايات المتحدة. ويمكن الحصول عليه في الولايات المتحدة من مراكز مكافحة الأمراض واتقائها. بلغت تكلفته 20 دولاراً أمريكياً لدورة العلاج الكاملة عام 2013. في المناطق التي تتواجد فيها الأمراض التي تعالج بنيفورتيموكس، توفر هذا الدواء منظمة الصحة العالمية.